# Sinaloa
Sinaloa [sinaˈloa], offiziell Freier und Souveräner Staat Sinaloa (spanisch Estado Libre y Soberano de Sinaloa), ist ein Bundesstaat im Westen Mexikos, der am Golf von Kalifornien liegt. Er hat ca. 2,8 Mio. Einwohner auf 57.365 km².

## Geografie
Mit einer Fläche von 57.365 km² (das entspricht in etwa der Größe Kroatiens) gehört Sinaloa zu den mittelgroßen mexikanischen Bundesstaaten. Das Gebiet wird im Westen – entlang eines 622 Kilometer langen Küstenstreifens – durch den Golf von Kalifornien begrenzt. Weiterhin grenzt es im Norden an Sonora, im Osten an Chihuahua und Durango und im Süden an Nayarit.
Sinaloa teilt sich in drei Regionen. Die flache Küstenebene im Westen („Zona de Llanura Costera“) bedeckt 46 % der Gesamtfläche. Der gebirgige Norden und Südosten („Zona Montañosa“), der 40 % Sinaloas ausmacht, wird zur Sierra Madre Occidental gezählt. Das schmale, langgestreckte Stück Land dazwischen stellt die westseitigen Ausläufer des Gebirges dar („Zona de Pie de Monte“) und bedeckt 14 % der Fläche Sinaloas.
Das Klima ist im gesamten Bundesstaat tropisch bis subtropisch bei relativ geringen jahreszeitlichen Temperaturschwankungen. Die Sommer sind mit durchschnittlich 36 °C heiß; Temperaturen von bis zu 44 °C sind dann möglich. Auch im Winter werden Höchsttemperaturen von über 20 °C erreicht, allerdings kann es nachts auf circa 10 °C abkühlen. Die Jahresmitteltemperatur beträgt 25 °C. Uneinheitlicher ist das Klima in Bezug auf die Niederschlagsverhältnisse: Während der Nordwesten und andere küstennahe Teile des Bundesstaates über ein sehr trockenes Klima verfügen, hat der Osten Sinaloas ein feuchtes Klima. Die durchschnittliche Niederschlagsmenge in Sinaloa beträgt 790 mm im Jahr.
|                             | Jan | Feb | Mär | Apr | Mai | Jun | Jul | Aug | Sep | Okt | Nov | Dez |
| --------------------------- | --- | --- | --- | --- | --- | --- | --- | --- | --- | --- | --- | --- |
| Culiacán (60 m ü. NN.)      | 20  | 21  | 22  | 25  | 27  | 30  | 30  | 30  | 30  | 29  | 24  | 21  |
| Los Mochis (11 m ü. NN.)    | 19  | 20  | 22  | 25  | 27  | 31  | 32  | 32  | 31  | 29  | 24  | 20  |
| El Palmito (2.320 m ü. NN.) | 13  | 13  | 14  | 17  | 18  | 20  | 18  | 19  | 19  | 18  | 15  | 14  |

## Demografie
2010 hatte Sinaloa etwa 2,77 Millionen Einwohner, die zu 50,3 % weiblichen und zu 49,7 % männlichen Geschlechts waren. Das Medianalter lag bei 26 Jahren.
Bevölkerungsentwicklung
| Jahr | Einwohnerzahl |
| ---- | ------------- |
| 1970 | 1.266.528     |
| 1980 | 1.849.879     |
| 1990 | 2.204.054     |
| 1995 | 2.425.675     |
| 2000 | 2.536.844     |
| 2005 | 2.608.442     |
| 2010 | 2.767.761     |
| 2015 | 2.966.321     |
| 2020 | 3.026.943     |

## Geschichte
Die unter spanischer Kolonialverwaltung bestehende Provinz Sonora, Ostimuri, y Sinaloa wurde 1823 in die Bundesstaaten Sonora und Sinaloa geteilt, Hauptstadt war Ures. Bereits 1824 als Estado de Occidente wieder vereint, wurden die beiden Gebiete am 14. Oktober 1830 wieder geteilt.
Am 11. Januar 1865 verübte der französische General de Castagny während der französischen Intervention in Mexiko mit seinen Soldaten im Ort Los Veranos Plünderungen, Vergewaltigungen und Morde an der Zivilbevölkerung.

## Politik

### Gouverneur
Die Regierung des Bundesstaates wird von einem direkt vom Volk gewählten Gouverneur (span.: Gobernador) geleitet. Aktuell ist dies Rubén Rocha Moya von der Partei MoReNa (Amtszeit seit 2021).
Die Zentralregierung wirkt stark in die Bundesstaaten hinein. Dies liegt in den vielfältigen Abhängigkeiten der Staaten von der Bundesregierung begründet, da diese den Staaten und Gemeinden einen Teil der Steuereinnahmen zuweist. Daneben haben die Ministerien Vertretungen (Delegaciones) in den Bundesstaaten, Regierungsbezirken und Gemeinden. Über diese werden Bundesmittel insbesondere für Sozialfürsorge und Entwicklungsprogramme vergeben.
- siehe: Liste der Gouverneure von Sinaloa

### Städte und Gemeindebezirke
Die wichtigsten Städte sind die Hauptstadt Culiacán mit ca. 675.000 Einwohnern, Mazatlán, ein beliebtes Reiseziel für Touristen aus den USA, und Los Mochis im Norden des Staats. Sinaloa ist in 18 Municipios unterteilt.

## Bildung
Die Universidad Autónoma de Sinaloa ist die “universidad pública”, die öffentliche Universität, des Staates Sinaloa.
Der Campus befindet sich in:
- Los Mochis
- Culiacán
- Mazatlán

## Wirtschaft
Sinaloa ist noch deutlich stärker agrarisch geprägt als die meisten anderen mexikanischen Bundesstaaten. So beträgt der Anteil des Primärsektors am Bruttoinlandsprodukt etwa 13,0 % (Bundesdurchschnitt: 1,6 %). Der Sekundärsektor ist bei einem Anteil von 19,3 % am BIP vergleichsweise unterentwickelt (Bundesdurchschnitt: 34,9 %). Der Tertiärsektor ist mit 67,7 % für den größten Anteil an der Wirtschaft Sinaloas verantwortlich (Bundesdurchschnitt: 63,5 %).
Mit einem Wert von 0,796 erreicht Sinaloa 2015 den 4. Platz unter den 31 Bundesstaaten Mexikos im Index der menschlichen Entwicklung.

## Kriminalität
Die organisierte Kriminalität ist – wie in weiten Teilen Mexikos – ein großes Problem. In einigen Regionen des Bundesstaats übersteigt die Macht der Kartelle die des Staates. Bekannt ist das Sinaloa-Kartell. Die Ermordung des Journalisten Javier Valdez, der für seine Recherchen über die Mafia in Sinaloa 2017 mit dem Leben bezahlte, löste nationale und internationale Proteste aus.

## Kultur
Die Küche Sinaloas ist besonders reich an Fischen und Meeresfrüchten, die durch die Fischerei am Golf von Kalifornien gewonnen werden. Verarbeitet werden unter anderem Garnelen, Muscheln, Austern und zahlreiche Speisefischarten, hinzu kommt Geflügel.